# Когда Гарри встретил Седжал
«Когда Гарри встретил Седжал» (хинди जब हैरी मेट सेजल; Jab Harry met Sejal) — индийский фильм режиссёра Имтиаза Али, вышедший на экраны 4 августа 2017 года.

## Сюжет
История путешествия Гарри и Седжал по всей Европе. Поиск обручального кольца Седжал заставляет Гарри лучше понять любовь и отношения. Седжал же наслаждается новообретённой свободой и чувством защищённости в компании Гарри.

## В главных ролях
- Шахрух Хан — Гарри / Хариндер Сингх Нера
- Анушка Шарма — Седжал Шах
- Кави Шастри — Рупен, жених Седжал
- Бьорн Фрайберг
- Матавиоус Гейлс
- Брюс Хантер
- Аттила Дж. Керекеш
- Кристина Мерфи
- Даксеш Патель
- Рана Ранбир
- Денис Дорохов — русский мафиози
- Чандан Рой Саньял — Газ, нелегальный иммигрант и преступник

## Саундтрек
| №   | Название                  | Исполнители                                              | Длительность |
| --- | ------------------------- | -------------------------------------------------------- | ------------ |
| 1.  | «Radha»                   | Сунидхи Чаухан, Шахид Маллья                             | 5:02         |
| 2.  | «Beech Beech Mein»        | Ариджит Сингх, Шалмали Кхолгаде, Шефали Алварес          | 3:26         |
| 3.  | «Safar»                   | Ариджит Сингх                                            | 6:05         |
| 4.  | «Butterfly»               | Дев Неги, Сунидхи Чаухан, Аман Трикха, сёстры Нуран      | 4:41         |
| 5.  | «Hawayein»                | Ариджит Сингх                                            | 4:50         |
| 6.  | «Parinda»                 | Пардип Сингх Шран                                        | 3:12         |
| 7.  | «Ghar»                    | Мохит Чаухан, Никхита Ганди                              | 3:41         |
| 8.  | «Yaadon Mein»             | Мохаммед Ирфан, Джонита Ганди, Кука Росета, Арджун Чанди | 5:35         |
| 9.  | «Raula»                   | Дилджит Досандж, Нити Мохан                              | 4:16         |
| 10. | «Jee Ve Sohaneya»         | сёстры Нуран                                             | 4:10         |
| 11. | «Phurrr» (Film Version)   | Дипло, Притам, Мохит Чаухан, Тушар Джоши                 | 3:25         |
| 12. | «Hawayein» (Film Version) | Ариджит Сингх                                            | 5:07         |
| 13. | «Parinda» (Search)        | Никхиил де Соуза, Точи Райна                             | 4:16         |

## Критика
Критики оценили фильм не высоко. Манджуша Радхакришнан из Gulf News сочла, что он будет интересен только поклонникам Шахруха и Анушки, другим же стоит призадуматься прежде чем приниматься за эту романтическую комедию.
Кристин Айер из National написала, что он пошёл по пути сотен никуда не годных болливудских любовных историй, но может стать хитом, только потому, что в нём сыграл Хан.
В рецензии на сайте Bollywood Hungama фильм был назван «пронизанным клише и ошибками, которые снижают его уровень, благодаря плохому сценарию».
Кинокритик Раджив Масанд добавил, что, несмотря на старания ведущих актёров, отношения их героев воспринимаются неуклюжими и запутанными, но неинтересными.
А Бхарджвадж Ранган заключил, что «Имтиаз Али получив свою самую большую звезду, сделал свой самый разочаровывающий фильм».